# خوار (شهر)
خْوار (به کرواتی: Hvar) شهری در شهرستان اسپلیت-دالماسی کشور کرواسی است که جمعیت آن در سال ۲۰۱۱ میلادی ۴٬۰۹۶ نفر بوده‌است.